# فرن صناعي

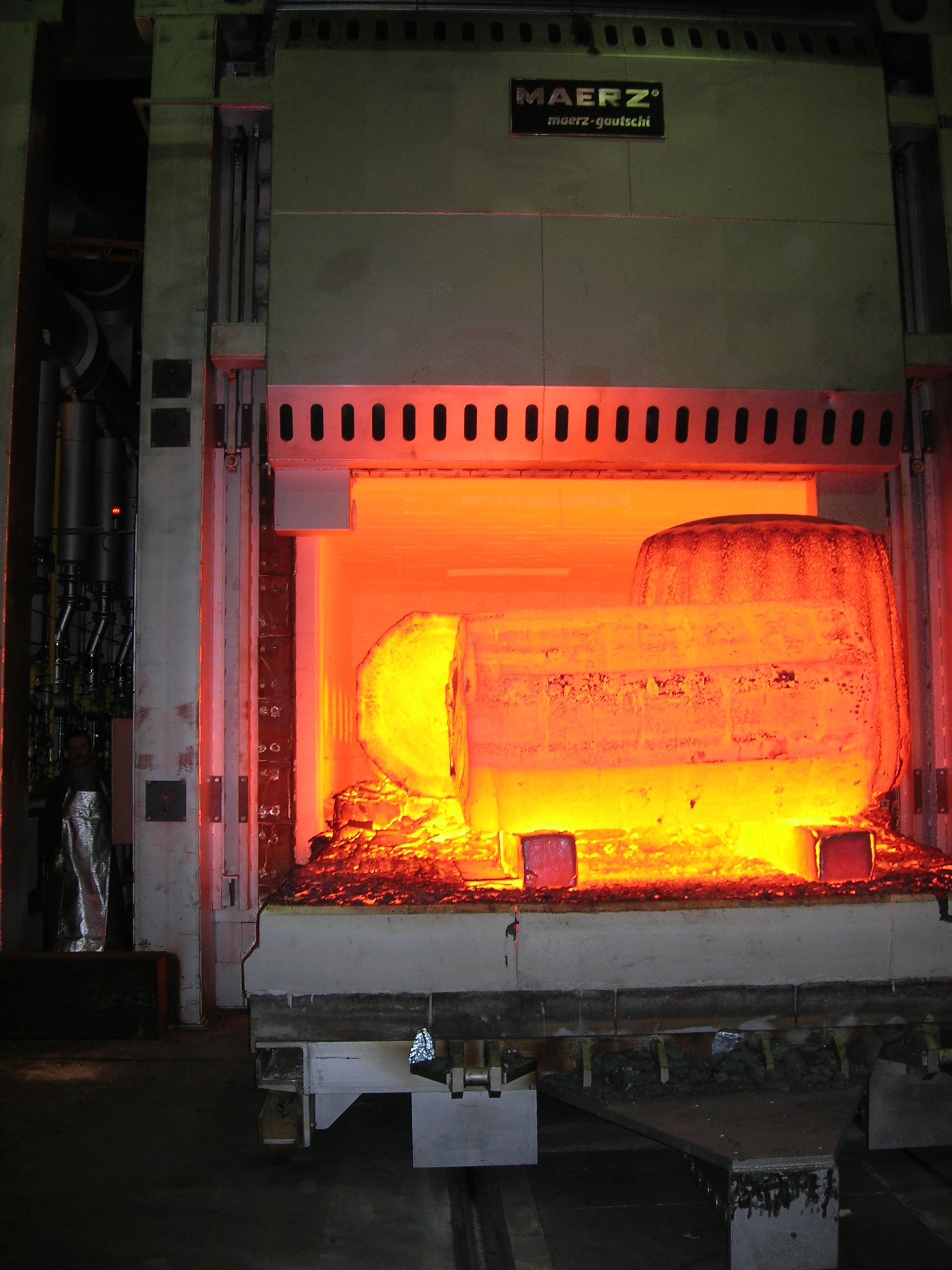
فرن صناعي لصهر صبات الفولاذ

الفرن الصناعي هو جهاز يستخدم في العمليات الصناعية التي تتطلب وجود مصدر حراري أكثر من 400 °س. يستخدم هذا المصدر الحراري في المفاعلات الكيميائية التي تستلزم وجود حرارة لإنجازها. كما تستخدم الأفران الصناعية لصهر المعادن والفلزات.
يختلف تصميم الفرن الصناعي حسب الوظيفة أو الاستطاعة أة طريقة تقديم الهواء اللازم لعملية تسخين الهواء. تنتج الحرارة من الفرن الصناعي بمزج الوقود مع الهواء أو الأكسجين أو من الكهرباء، ويصدر عن الأفران الصناعية عادة غاز المداخن.